# Планина-при-Ракі
Планина-при-Ракі (словен. Planina pri Raki) — поселення в общині Кршко, Споднєпосавський регіон, Словенія. Висота над рівнем моря: 352,3 м.